# P-MAPA
P-MAPA é a sigla para Proteic - Magnesium Ammonium Phospholinoleate Anhydride, um fármaco imunomodulador obtido por técnicas de biotecnologia, através da fermentação do fungo Aspergillus oryzae. Sua utilização será voltada para doenças infecciosas, como a tuberculose. O P-MAPA encontra-se ainda na fase de testes (ensaios clínicos), mostrando bons resultados em animais e preliminares em humanos. Em maio de 2009 o fármaco foi proposto no 3°Fórum Mundial Stop TB, como um potencial agente contra a tuberculose.Ainda é estudado para tratar a leishmaniose em cães.

## História
O desenvolvimento do P-MAPA iniciou-se com as pesquisas com fungos realizadas pelo Dr. Odilon da Silva Nunes num laboratório em Birigui, em 1950, sem influência da indústria farmacêutica. No ano de 1985, um pesquisador da Unicamp entrou no projeto e possibilitou  a criação de pesquisa conjunta com outros cientistas. Com o avanço das pesquisas e crescente falta de recursos financeiros, decidiram convidar o Instituto Nacional de Alergia e Doenças Infecciosas dos Estados Unidos para ajudar a testar e analisar o composto.
O medicamento está sendo desenvolvido por pesquisadores brasileiros, norte-americanos e chilenos.
As pesquisas do P-MAPA funcionam no mesmo modelo do software livre, de forma aberta, realizadas pelos pesquisadores interessados. Quem coordena a pesquisa é a Farmabrasilis, uma ONG.